# Диденко, Олег Алексеевич
Оле́г Алексе́евич Диде́нко (род. 13 января 1975, Северо-Курильск, РСФСР, СССР) — российский оперный певец, бас. Старший брат оперного певца Николая Диденко.

### Биография
Олег Алексеевич Диденко родился 13 января 1975 года в Северо-курильске Сахалинской области.
Окончил Московскую музыкальную школу им. В. В. Стасова и Московское хоровое училище им. А. В. Свешникова по специальности «дирижёр хора» и выступал с Академическим хором мальчиков под управлением В. Попова. С 1991 года певчий, с 1992 по 1997 год церковный певчий и регент, постоянный участник церковных фестивалей. Участвовал в богослужениях в Бутырской тюрьме, включая блок осуждённых к высшей мере (до 1997 года). Участник первой делегации РПЦ в Джордан Вилле, давшей старт дипломатическому и церковному сближению для объединения РПЦ и РПЦЗ. В 2006 году регентовал панихидой и молебном в Дании во время проведения торжеств по переносу мощей Марии Фёдоровны Романовой из Дании в Россию, за что отмечен благодарственной грамотой от Патриарха Алексия II и от министра культуры РФ A. Соколова, в 2007 году участвовал в качестве певчего в торжествах, посвящённых объединению РПЦ и РПЦЗ, в 2009 году в качестве певчего участвовал в Архиерейском соборе и на интронизации Патриарха Кирилла. С 1992 по 1997 год — участник вокальной группы театра «Ленком» в спектаклях: «Поминальная молитва» (с актёрами Е. Леоновым, Стекловым, Ларионовым, Абдуловым, Пельтцер, Агаповым, Степанченко) «Безумный день или женитьба Фигаро»(с Певцовым, Кравченко, Лазаревым, Захаровой, Фокиным, «Юнона и Авось» (с Караченцовым, Раковым, Марьяновым, Чёнишвили, Пиварс и др.). В театре «Эрмитаж» участвовал в вокальной группе в спектакле «Зойкина квартира». Окончил Академию хорового искусства по специальностям «Дирижирование», «Сольное пение» (2001), а в 2004 году аспирантуру. 2012-2014 прошёл профессиональную переподготовку в МГК им.Чайковского по специальности Оперно-Симфоническое дирижирование.

### Творчество
С 2003 по 2005 год работал в Камерном музыкальном театре оперы им. Б. А. Покровского, исполнил партию Баптисты Манолы из оперы «Укрощение строптивой» В. Я. Шебалина, Зарастро и Верховного жреца из оперы «Волшебная флейта» Моцарта, Волхва в спектакле «Ростовское действо».
С 2004 года по 2013 работал в театре «Новая Опера». Партии в спектаклях театра:
- Пимен — «Борис Годунов» М. П. Мусоргского
- Фарлаф — «Руслан и Людмила» М. И. Глинки
- Хан Кончак, Скула — «Князь Игорь» А. П. Бородина
- Доктор Бартоло — «Севильский цирюльник» Дж. Россини
- Дулькамара — «Любовный напиток» Г. Доницетти
- Оровезо — «Норма» В. Беллини
- Симоне — «Джанни Скикки» Дж. Пуччини
- Шуфлери — «Званый ужин с итальянцами» Ж. Оффенбаха
- Бертран — «Иоланта» П. И. Чайковского
- Василий Собакин — «Царская невеста» Н. А. Римского-Корсакова
- Второй бирюч, Мороз — «Снегурочка» Н. А. Римского-Корсакова
- Старый слуга — «Демон» А. Г. Рубинштейна
- Верховный жрец — «Набукко» Дж. Верди
- Второй жрец, Оратор — «Волшебная флейта» В. А. Моцарта
- Королевский глашатай — «Лоэнгрин» Р. Вагнера
- Пирро — «Ломбардцы в первом крестовом походе» Дж. Верди
- Феррандо — «Трубадур» Дж. Верди
- Франк — «Летучая мышь» И. Штрауса
- Козёл — «Кошкин дом» П. П. Вальдгардта
- Варлаам — Борис Годунов Мусоргского,
- Старый цыган — Алеко Рахманинова,
- Рене — Иоланта Чайковского.
- Иван Хованский — «Хованщина» М. П. Мусоргского,
- Пятый иудей — «Саломея» Р. Штрауса,
- Концертное исполнение Партии баса в концертах «Микис Теодоракис» к 80-летию композитора и «Казнь Степана Разина» к юбилею Д. Шостаковича, в
- Месса «Глория» Пуччини.

Партии в постановках: «Всё это — Опера!» (театрализованное представление), «Парад баритонов и басов» (гала-концерт), «Россини»                                                            В качестве приглашённого солиста в Татарском Академическом Государственном Театре Оперы и Балета им. М. Джалиля исполнил партии: Доктор Бартоло — «Севильский цирюльник» Дж. Россини; Варлаам — «Борис Годунов» М. П. Мусоргского; Дулькамара — «Любовный напиток» Г. Доницетти , в Красноярском Театре Оперы и Балета - партию Пимена из оперы М.П. Мусоргского " Борис Годунов".                                                                                                     
В концертном репертуаре Олега Диденко кроме перечисленного партия Кардинала из оперы "Рафаэль" А. Аренского,  арии русских и зарубежных композиторов, классика ораториального жанра ( Бах "Рождественская оратория" , Моцарт "Реквием", Бетховен "симфония N9", Гайдн "Сотворение мира" и др.), камерная музыка, народные песни, военные песни. Выступал с концертным и оперным репертуаром по городам России и за рубежом (театры Арена Ди Верона Италия, Сан Карло Португалия, театральные сцены Голландии, залы МГК им.Чайковского, МДМ, Филармонии в Москве, Зала Сан-Паулу  Бразилия, Сантори-Холл  Япония и др.)..

### Общественная и благотворительная деятельность
Олег Диденко неоднократно принимал участие в концертах благотворительного фонда для детей с ограниченными возможностями «Мир искусства», в 2004 году совместно с ветеранами «А» и «ФСО» — организатор и участник акции «Россия-Беларусь против террора», в 2005 году совместно с ветеранами «А» и ФСКН — организатор и участник акции «Дети против наркотиков» в Москве, постоянный участник и организатор ветеранских благотворительных концертов во многих ветеранских организациях, награждён орденом «Почёт и уважение», 2 ордена «За верность традициям», 2 медали за заслуги, медаль за активную гражданскую позицию, другие наградные знаки отличия. Работал в качестве артиста и солиста хора, ансамблевого и оперно-ораториального певца в разные периоды под управлением дирижёров В.Попова, Г.Провоторова, А.Ведерникова, Е.Светланова, Р.Баршая, Д.Китаенко, Г.Рождественского, М.Плетнёва, А.Шароева, В.Понькина, В.Третьякова,В.Кожухаря, П.Пендерецкого,В.Валитова, Н.Соколова,В. Крицкова, А.Левина, Л.Конторовича, В.Минина, Полянского, С.Шишёнкова, А.Петрова, Б.Тевлина, Б.Ляшко, Д.Волосникова, В.Агронского, Е.Самойлова, А.Гуся, В.Спивакова, Г. Дмитряка, Ф.Коробова, Л.Комарго, Д.Сетковецкого, Флиесбаха, А.Чистякова, А.Рудина, М.Ростроповича, М. Боэми, Я.Кёнига, В.де Корта, и других.
Олегом Диденко осуществлено более 1000 выступлений в 37 странах и 290 городах России и мира.

### Семья
- Брат - Диденко, Николай Алексеевич (01.03.1976) - оперный певец, бас, художественный руководитель благотворительной программы "Белый пароход".

## Фильмография
- «Мистическая месса» реж. Норберт Кухинке
- «Как выйти замуж за миллионера» реж. Наталья Хлопецкая
- фильм-спектакль опера «Хованщина».

## Аудио
- «Святитель Ермоген» Г. Дмитриева,
- «Казнь Степана Разина» Д. Шостаковича
- «От юности к зрелости» фрагменты концертных исполнений прошлых лет
- «Литургия» Г. Дмитриева